# Hinterköpfchen bei Ingendorf
Koordinaten: 49° 56′ 27″ N, 6° 27′ 24″ O
Das Naturschutzgebiet Hinterköpfchen bei Ingendorf ist das kleinste Naturschutzgebiet im Eifelkreis Bitburg-Prüm in Rheinland-Pfalz. Das 1 ha große Gebiet, das im Jahr 1987 unter Naturschutz gestellt wurde, erstreckt sich nördlich der Ortsgemeinde Ingendorf. Südlich verläuft die Kreisstraße 14.
Schutzzweck ist die Erhaltung der Keuperscharren und der Kalk-Magerrasen mit ihren angrenzenden Gebüsch-Formationen als Lebensraum zahlreicher wärmeliebender in ihrem Bestand äußerst gefährdeter Tier- und Pflanzenarten und deren Lebensgemeinschaften, insbesondere der Lothringer Lein-Variante des Enzian-Halbtrockenrasens.